# Alexandra de Grècia (reina de Iugoslàvia)
Alexandra de Grècia, reina de Iugoslàvia (Atenes 1921 - Burgess Hill, West Sussex, Gran Bretanya 1993). Princesa de Grècia i de Dinamarca amb el tractament d'altesa reial que esdevingué la darrera reina de Iugoslàvia arran del seu casament amb el rei Pere II de Iugoslàvia.
Filla del rei Alexandre I de Grècia i de la senyora Aspassia Manos. Nasqué mesos després de la mort del seu pare i el seu naixement estigué enterbolit per qüestions dinàstiques. Alexandra era neta per via paterna del rei Constantí I de Grècia i de la princesa Sofia de Prússia.
Educada a Atenes i a la Gran Bretanya per la seva mare, sempre visqué apartada de la cort atenenca i fins i tot menystinguda. Influenciada per la seva mare que li buscava un bon partit dintre de la reialesa es casà al consolat iugoslau de Londres amb el rei Pere II de Iugoslàvia, que en aquell moment era a Londres a causa de l'ocupació alemanya del seu país.
Pere II de Iugoslàvia era fill del rei Alexandre I de Iugoslàvia i de la princesa Maria de Romania. El matrimoni s'establí a Londres on nasqué el seu primer i únic fill:
- SAR el príncep Alexandre de Iugoslàvia, nat a Londres el 1944. Casat l'any 1972 a Villamanrique de la Condesa amb la princesa imperial Maria Glòria d'Orleans-Bragança de qui es divorcià l'any 1985 per casar-se amb l'anglogrega Katherine Clairy Batis.

Alexandre nasqué a una habitació de l'Hotel Claridge de Londres que el govern de Winston Churchill havia declarat territori iugoslau. Alexandre fou apadrinat per la reina Elisabet II del Regne Unit. Posteriorment visqueren a la Costa Blava.
Un cop la guerra acabà i els territoris iugoslaus quedaren a l'òrbita soviètica, la relació entre la parella anà de mal en pitjor. El caràcter inestable de la princesa i la depressió del rei els conduïren a importants crisis emocionals que obligaren a una separació de facto. La palesa manca de recursos econòmics evidenciaren encara més aquest desgavell familiar.
El rei emigrà als Estats Units on morí l'any 1970 en una operació de trasplantament de fetge. Alexandra es retirà de la vida pública i residí a Venècia amb la seva mare a la Vil·la Giudecca. Alexandra i Aspassia Manos portaren una vida molt austera a Venècia, la manca de recursos econòmics no els permeté ni tan sols assistir al casament del seu fill amb la princesa Maria Glòria d'Orleans-Bragança.
Alexandra de Grècia morí a Anglaterra l'any 1993. Després de l'enterrament a la Catedral ortodoxa de Londres en què hi assistí el rei Constantí II de Grècia, la reina Sofia d'Espanya i la reina Elisabet II del Regne Unit, les restes mortals de la darrera reina de Iugoslàvia foren traslladades el mateix any al cementiri del Palau de Tatoi, als afores d'Atenes on descansen al costat dels seus pares. El 22 de gener de 2013, les restes de Pere van ser retornades a Belgrad i enterrades al mausoleu de la família reial d'Oplenac el 26 de maig de 2013 juntament amb la seva dona, la reina Alexandra.